# جغرافیای اوکراین
اوکراین ( به اوکراینی: Україна، به روسی: Украина) از کشورهای اروپای شرقی است. این کشور از شرق با روسیه؛ در شمال با بلاروس؛ از غرب با لهستان، اسلوواکی و مجارستان؛ از جنوب غربی با رومانی و مولداوی هم‌مرز است و در جنوب آن دریای سیاه و دریای آزوف قرار دارد و پایتخت آن شهر کی‌اف و زبان رسمی آن زبان اوکراینی می‌باشد.

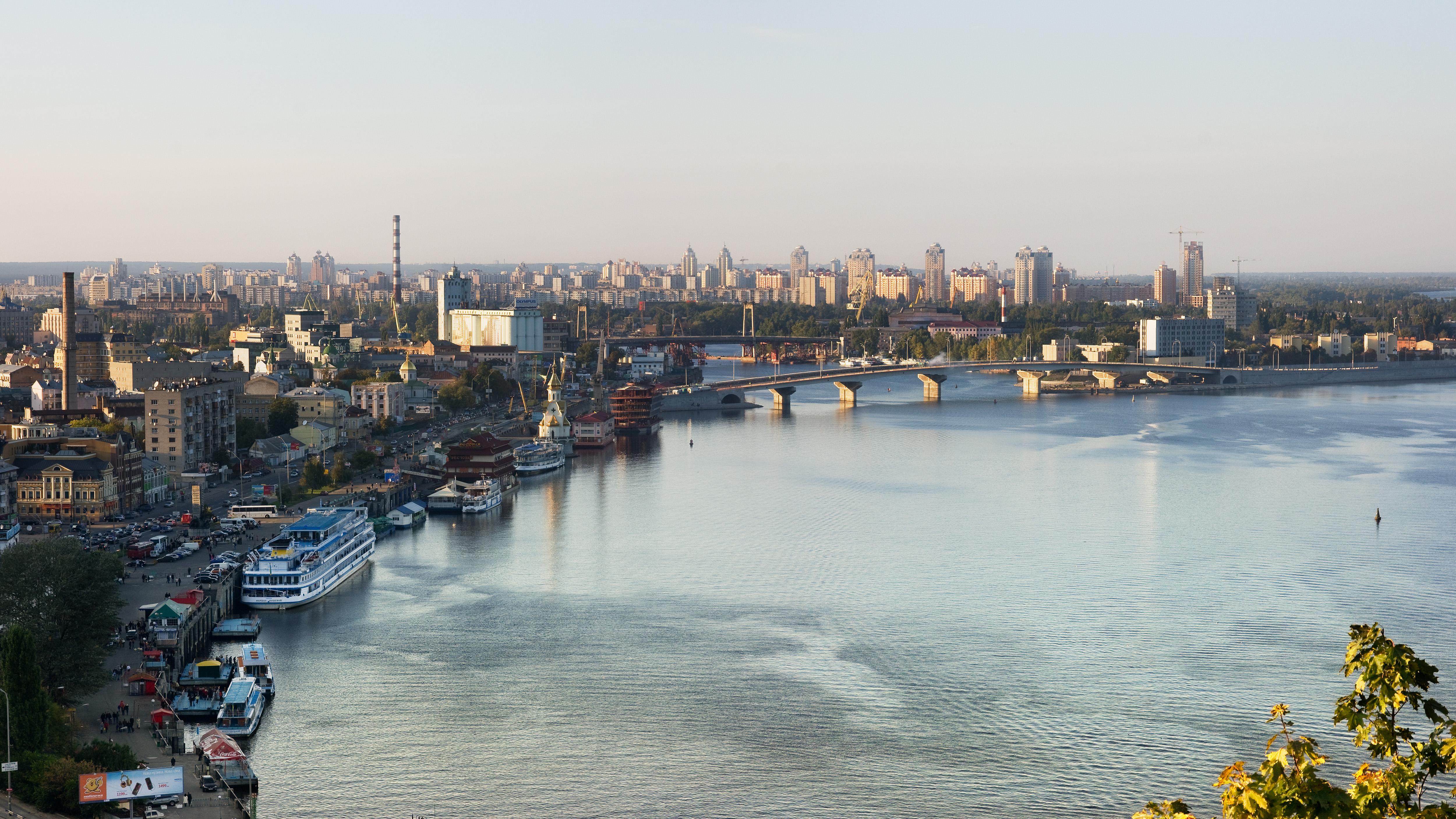
نمایی از رودخانه دنیپر از روی یک تپه در شهر کی‌اف

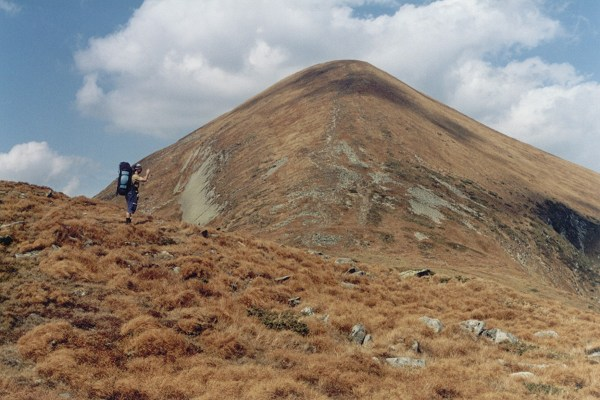
کوه هورلا بلندترین کوه در اوکراین

اوکراین با ۶۰۳٫۵۵۰ کیلومتر مربع مساحت و ۲٬۷۸۲ کیلومتر خط ساحلی چهل و چهارمین کشور بزرگ جهان و پس از روسیه دومین کشور وسیع در اروپا است.
این کشور از زمین‌های مسطح و دشت‌های حاصلخیز (یا استپ) تشکیل شده‌است که از میان آن‌ها رودخانه‌هایی چون دنیپر، سورسکی دونتس، دنیستر و بوگ جنوبی می‌گذرند و به دریای سیاه و دریای کوچک آزوف منتهی می‌شوند. در جنوب غربی اوکراین دلتای رود دانوب در مرز این کشور با رومانی قرار گرفته‌است. تنها کوه‌های این کشور بخشی از رشته کوه‌های کارپات می‌باشد که بلندترین نقطه آن در اوکراین، کوه هورلا است که ۲٬۰۶۱ متر ارتفاع دارد و در شبه جزیره کریمه نیز رشته کوه‌های کریمه تا ساحل جنوبی کریمه امتداد دارد.
اوکراین دارای آب و هوای معتدل قاره‌ای است، هرچند در سواحل جنوبی کریمه شرایط آب و هوایی مدیترانه‌ای وجود دارد. بارش باران در نقاط مختلف اوکراین متفاوت است، بطوری که بیشترین میزان بارش در شمال و غرب این کشور صورت می‌گیرد و کمترین میزان بارش در شرق و جنوب شرقی است، به‌طور مثال بارش سالیانه در منطقه غربی حدود ۱٬۲۰۰ میلی‌متر است، در حالی که بارش سالانه در کریمه ۴۰۰ میلی‌متر می‌باشد.

## تقسیمات کشوری
کشور اوکراین به ۲۴ اوبلاست (استان) و استان‌های اوکراین به نوبه خود به ۴۹۰ رایون (بخش) تقسیم شده‌اند. اوکراین دارای یک منطقه خودمختار به نام کریمه می‌باشد و شهر سواستوپول به لحاظ موقعیت نظامی خاص از وضعیت قانونی ویژه‌ای برخوردار است. روز جمعه، ۱ فروردین ۱۳۹۳ (۲۱ مارس ۲۰۱۴)، ولادیمیر پوتین، رئیس جمهور وقت روسیه، مصوبهٔ پارلمان روسیه در مورد الحاق شبه جزیرهٔ کریمه به خاک این کشور را امضا کرد و به این ترتیب، این مصوبه از نظر قوانین روسیه رسمیت یافت.